# 옹칼로

핀란드 올킬루오토 원전 인근 옹칼로 현장에 있는 지질 저장소 연구 터널의 개략도

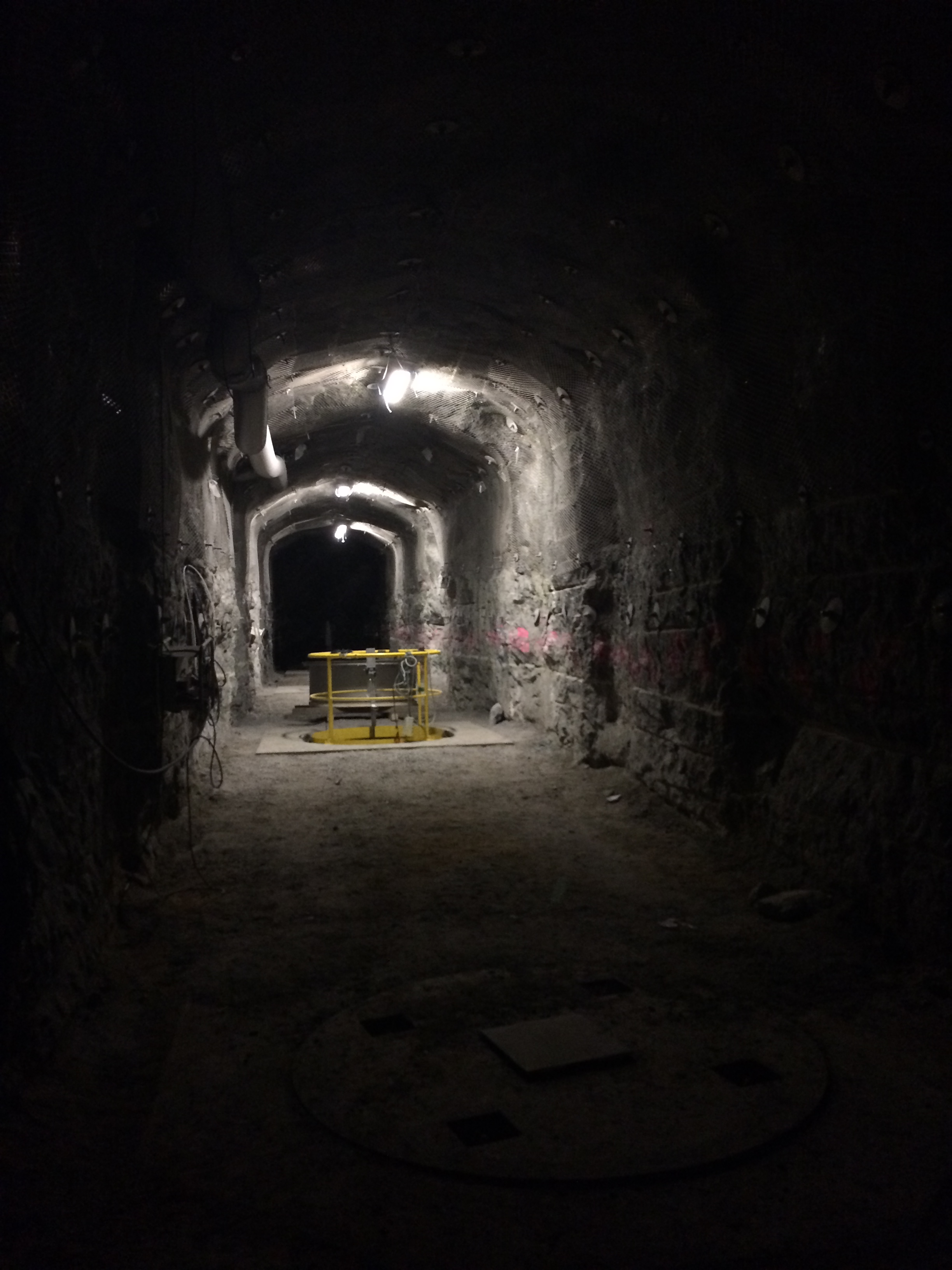
깊은 동굴의 옹칼로 시설

옹칼로(핀란드어: Onkalo→구덩이)는 핀란드 에우라요키 올킬루오토 핵발전소에 건설 중인 지하방폐장이다. 포시바에서 관리하며, 핀란드의 핵발전소에서 나오는 방사능폐기물을 여기에 저장할 계획이다. 2025년 완공 예정이다.
옹칼로의 건설은 2001년 5월 핀란드 의회에서 결정되었고 2004년 6월부터 건설을 개시했다. 처음에는 지하암반연구시설로서 건설되었고, 폐기물 저장시설은 2016년 연구시설이 확장과 함께 건설이 개시되었다. 옹칼로의 폐기물 저장시설은 지하 420 미터부터 시작되며, 완공되면 지하 520 미터까지 확충될 예정이다. 건설 비용은 6000만 유로로 추산된다.
2012년 예비연구단계가 끝나고, 포시바는 폐기물을 실제로 저장할 땅굴 착공을 신청했다. 신청서는 2015년 11월 정부의 승인을 받았다. 연구단계에서 올킬루오토의 기반암이 핵폐기물 저장에 적합하다고 판단되었기 때문이다. 옹칼로 건설의 연구단계는 이런 종류의 폐기물 저장을 위한 지질조사로서는 세계 최초였다.
2020년까지 지하 455미터에서 10 킬로미터의 터널이 굴착되었다. 시설은 나선형의 진입로, 수직갱도 4개, 그 밖에 터널과 기술시설들로 이루어져 있다. 핵폐기물 저장용 터널 뿐 아니라 핵폐기물을 폐기용기에 넣고 봉인하는 밀봉처리시설도 필요했고, 2019년 여름 지상에 밀봉처리시설을 완공했다.